# Hugo Armando
Hugo Armando (ur. 27 maja 1978 w Miami) – amerykański tenisista.

## Kariera tenisowa
Profesjonalną karierę rozpoczął w sierpniu 1997 roku podczas turnieju kategorii ATP Challenger Tour w Genewie. Z rywalizacji odpadł w 1 rundzie po porażce 5:7, 4:6 z Jacobo Diazem. Największy sukces w karierze odniósł w rozgrywkach rangi ATP World Tour w Delray Beach w roku 2007. Doszedł wtedy wraz z Xavierem Malissem do finału turnieju, a w meczu o tytuł pokonali parę James Auckland–Stephen Huss 6:3, 6:7(4), 10–5.
Najwyżej sklasyfikowany wśród singlistów był w sierpniu roku 2001, na 100. pozycji, a w klasyfikacji deblistów na początku lutego 2007 roku, kiedy to zajmował 85. miejsce.
W roku 2008 zakończył karierę tenisową. Na kortach zarobił łącznie 588 163 dolarów amerykańskich.

### Finały w turniejach ATP World Tour
| Legenda                                      |
| -------------------------------------------- |
| Wielki Szlem                                 |
| Igrzyska olimpijskie                         |
| Tennis Masters Cup / ATP Finals              |
| ATP Masters Series / ATP Tour Masters 1000   |
| ATP International Series Gold / ATP Tour 500 |
| ATP International Series / ATP Tour 250      |

#### Gra podwójna (1–0)
| Końcowy wynik | Nr | Data          | Turniej      | Nawierzchnia | Partner        | Przeciwnicy                 | Wynik finału      |
| ------------- | -- | ------------- | ------------ | ------------ | -------------- | --------------------------- | ----------------- |
| Zwycięzca     | 1. | 4 lutego 2007 | Delray Beach | Twarda       | Xavier Malisse | James Auckland Stephen Huss | 6:3, 6:7(4), 10–5 |